# Ritrovamento delle tre croci e verifica della Croce
Il Ritrovamento delle tre croci e verifica della Croce è un affresco (356x747 cm) di Piero della Francesca e aiuti, facente parte delle Storie della Vera Croce nelle tre pareti del coro della chiesa di San Francesco ad Arezzo, databile agli anni 1452-1459.

## Descrizione e stile
La scena rappresenta il pellegrinaggio di Flavia Giulia Elena in Terrasanta, alla ricerca della reliquia della Vera Croce. Dopo aver torturato l'ebreo Giuda per farsi rivelare l'esatta collocazione della sepoltura delle croci del Golgota (scena precedente), Elena e il suo seguito vengono condotti davanti al tempio di Venere, dove scavando vengono rinvenute tre croci (parte sinistra dell'affresco). Nella parte destra viene riconosciuta la vera croce di Cristo, che alla sola imposizione fa miracolosamente resuscitare un cadavere. All'evento prodigioso Elena, il suo seguito e gli astanti si inginocchiano in adorazione. La scena ha come pendant quella sulla parete opposta dell'Adorazione della Croce e incontro tra Salomone e la Regina di Saba, che è pure divisa in due parti, una all'aperto e una su sfondo architettonico, ed è presente una precisa corrispondenza tra le figure di Elena e della Regina di Saba, ritratte in pose analoghe.

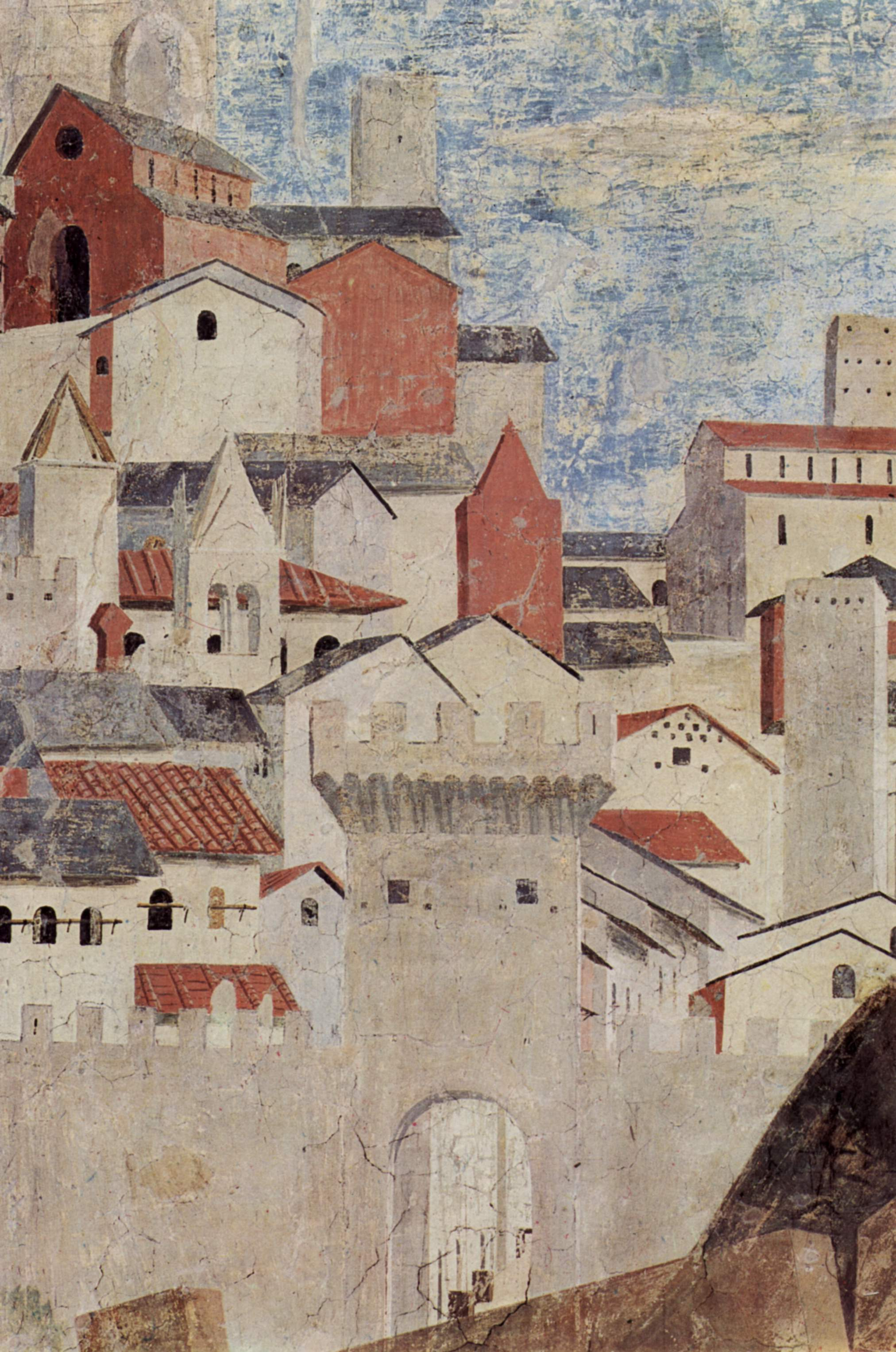
Veduta di Arezzo

Le scene avvengono in momenti diversi, ma sono rappresentate contemporaneamente, con la duplicazione di alcuni protagonisti; non è duplicata invece la Croce di Cristo, che, non a caso, non appare nella scena sinistra, poiché si riteneva che Cristo, simboleggiato dalla Croce stessa, in quanto essere unico e inimitabile non potesse essere sdoppiato. L'unione delle due scene è una caratteristica tradizionale dell'iconografia e si ritrova anche nei precedenti cicli di Agnolo Gaddi a Santa Croce di Firenze e di Cenni di Francesco nella Cappella della Croce di Giorno a Volterra. 

### Ritrovamento delle Croci
La scena del Ritrovamento delle Croci è ambientata in campagna, con numerosi riferimenti alla vita agreste, come il campo di grano biondo in basso a destra, che testimonia la stagione estiva della scena. Tra due colline si apre la maestosa veduta urbana di Arezzo, cinta da solide mura e riconoscibile soprattutto dalla chiesa cattedrale sulla sommità. 
In basso si svolge la scena del ritrovamento vero e proprio, con gli operai che scavano una buca (la profondità è suggerita dall'uomo che emerge solo dalla vita in su) e trovano le croci, alla presenza di Elena e di un funzionario nei cui gesti sembra palesarsi il dubbio su quale sia la sacra reliquia di Cristo e quali siano invece le croci dei ladroni. 
Nell'uomo col copricapo rosso potrebbe trovarsi un autoritratto di Piero della Francesca.

### Verifica e Adorazione della Croce

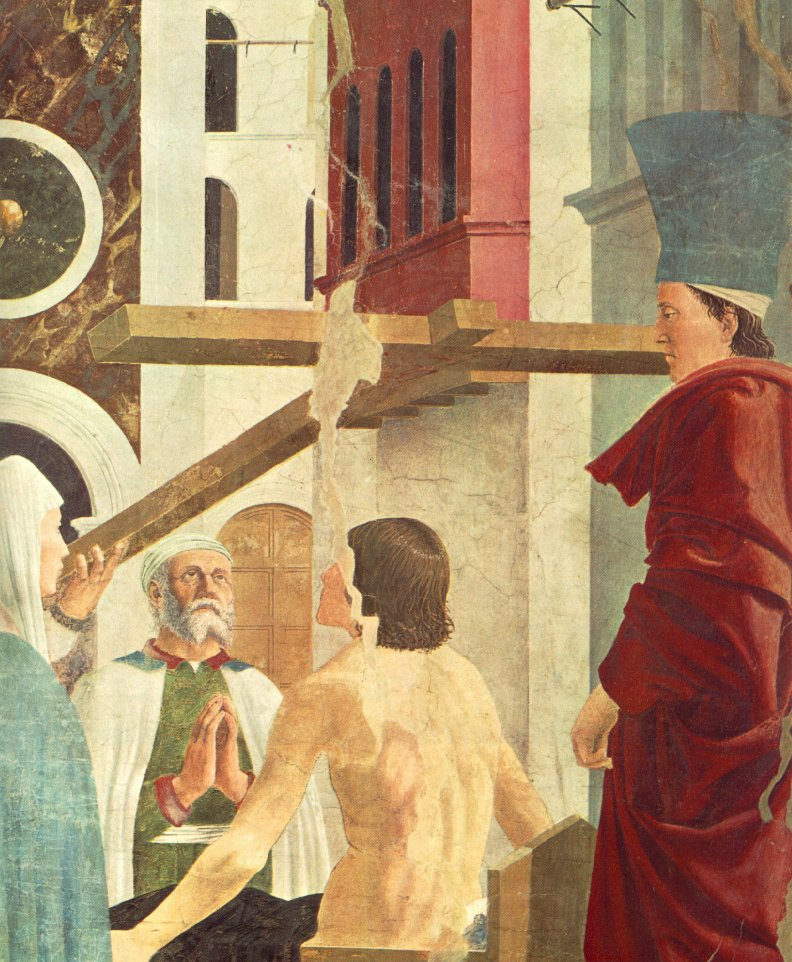
Miracolo della resurrezione

La scena della Verifica si svolge in maniera del tutto separata dalla precedente, nonostante il punto di contatto tra lo strascico della veste dell'ultima damigella che invade l'altra metà arrivando a sfiorare il piede di uno dei lavoratori. Anche il suolo delle due metà è di colorazione diversa. Ma sono soprattutto gli sguardi dei protagonisti e il diverso sfondo a creare una cesura tra le due parti. La scena di destra si svolge davanti al tempio di Venere, rappresentato con forme classicheggianti in una profusione di marmi colorati. L'edificio in realtà ricorda più una chiesa rinascimentale che un tempio romano, con l'uso di archi a tutto sesto, oculi e un timpano marmoreo su cornicione modanato che fa pensare alle architetture di Leon Battista Alberti. Notevole è la resa delle specchiature marmoree screziate in maniera diversa a seconda della tipologia di pietra, oppure la verosimile vetrata del rosone, composta a medaglioni secondo la consuetudine quattrocentesca. A destra lo sfondo prosegue con architetture che si allontanano prospetticamente lungo una via, secondo una realistica veduta urbana già sperimentata negli affreschi della Cappella Brancacci. In alto spuntano torri, campanili e una cupola con lanterna. 
La scena della Verifica si svolge nella metà inferiore, con un servitore che ha appena resuscitato un uomo dal suo catafalco con la sola imposizione della reliquia. Il giovane è nudo e nella sua figura Piero mise in opera un notevole gioco di luci ed ombre che rendono in maniera perfetta l'anatomia della schiena. La Croce è inclinata in profondità e la linea obliqua che disegna riprende la direttrice prospettica degli edifici, amplificando l'assetto spaziale della scena.
Sulla destra si trovano Elena e il suo seguito, che si sono inginocchiati al compiersi del miracolo. Nel volto dell'imperatrice si coglie anche un'espressione di viva sorpresa, ottenuta dipingendo la bocca dischiusa e gli occhi leggermente sgranati. Il richiamo nella posa alla Regina di Saba dell'affresco opposto pone un parallelismo tra le due donne, consapevoli del valore e della destinazione della Croce ed esercitanti un'influenza positiva nel mutevole destino della reliquia.
Le dame sono più composte, emblematiche del "quieto splendore" che caratterizza gli affreschi. I colori sono accordati a un delicato equilibrio che non esclude contrasti e ritmi "a scacchiera" tra colori chiari e scuri che evidenziano alcuni particolari fondamentali, come le teste.
All'estrema destra si trova un gruppo di passanti con curiosi cappelli di foggia bizantina, che si ritrovano numerose opere d'arte del tempo e derivano dalla visione dei delegati orientali del concilio di Ferrara-Firenze (1438-1439).